# Mariana Bayón
Mariana Bayón (Torreón, Coahuila, 14 de febrero de 1991) es una modelo mexicana, conocida por haber sido ganadora de la primera temporada del realista show Mexico's Next Top Model.

## Biografía
Mariana Bayón nació en Torreón, Coahuila el 14 de febrero de 1991. Su hermana María Rosa de tan solo 10 años, falleció de cáncer[cita requerida]. 6 meses después de ese acontecimiento, los padres de Mariana se divorciaron, Mariana es perfeccionista en todos sus retos y trabajos.
En 2012 se casó con Alejandro Franco, conductor y comunicador mexicano que se hizo famoso en estaciones de radio y por las sesiones con Alejandro Franco.
Se divorciaron en 2017.

## Modelado
Inició su carrera profesional como modelo en el primer ciclo del reality show Mexico's Next Top Model (MxNTM), remake del famoso reality estadounidense America's Next Top Model, iniciado a principios de octubre de 2009 sin embargo, antes de entrar al programa, Bayón ya contaba con experiencia de modelaje localmente en la ciudad de Torreón.
El 17 de diciembre de 2009, después de casi 3 meses de intenso entrenamiento, fue elegida como la primera Mexico's Next Top Model, ganando un contrato por USD $100,000 con la agencia de modelos mexicana Stock Modelista y una aparición en la portada y reportaje en la revista Glamour (revista) en su versión mexicana, un viaje a San Francisco, California y un viaje a Londres, Inglaterra patrocinado por la marca Sedal.
Como según las reglas de Mexico's Next Top Model marcaban, La ganadora recibiría una aparición en la portada de Glamour. Es así como en el mes de febrero de 2010, la pudimos apreciar en dicha revista, acompañada del cantante mexicano Alejandro Fernández, incluyendo 6 páginas editoriales compartidas por ambos.
A finales del mes de febrero, salió a la luz pública que Mariana había firmado contrato con una reconocida agencia de modelaje alemana llamada Moled Weber, sin embargo, su agencia madre sigue siendo Shock Modeling.
Participó en el vídeo de Alejandro Fernández, llamado Me hace tanto bien.
En el segundo semestre de 2010, firmó en menos de 2 meses con 6 agencias de diversas partes del mundo.[cita requerida]
Recientemente, fue la imagen de la destacada campaña "Fastidio Test", de la reconocida tienda departamental Olivero.

## Mexico's Next Top Model
Al principio de la competencia Mariana no tuvo un excelente desempeño, sin embargo, conforme el reality iba avanzando, logró ser llamada dos veces consecutivas en primer lugar, logrando las mejores fotos. Mariana mostró una actitud digna de una modelo, ya que en uno de los últimos capítulos fue elegida por sus contrincantes como la más débil, sin embargo el jurado determinó que ella era la más fuerte al no verse afectada por los comentarios de las demás participantes. Finalmente, El 17 de diciembre fue designada Mexico's Next Top Model, por encima de la también finalista Nohemi Hermosillo.

## Sitio Web
- Shock Modeling
- Modelwerk
- Nevs Archivado el 17 de septiembre de 2016 en Wayback Machine.
- Wilhelmina Miami
- Wilhelmina New York